# Gerhard Hilbert
Gerhard Hilbert (* 9. November 1868 in Leipzig; † 16. Mai 1936 ebenda) war ein deutscher evangelisch-lutherischer Theologe.

## Leben
Hilberts Vater war Bankdirektor in Leipzig. Er besuchte die Thomasschule zu Leipzig. Danach studierte er Theologie an der Universität Leipzig und Universität Erlangen.
1893 wurde er Privatlehrer auf dem Schloss Bärenstein. Ab 1894 war er Prediger an der Klosterkirche St. Pauli. 1896 wurde er Hofprediger in Annaberg und 1901 Diakon der Leipziger Lutherkirche. 1910 bekleidete er das Amt des Pfarrers und 1910 des 1. Pfarrers der Dresdner Annenkirche. 1912 wurde er Ehrendoktor der Universität Leipzig und 1913 ordentlicher Professor für Praktische Theologie an der Universität Rostock. Im gleichen Jahr wurde er Mitglied des Konsistoriums der Evangelisch-Lutherischen Landeskirche Mecklenburgs.
1914 äußerte Hilbert über den Ausbruch des Ersten Weltkriegs: „Mit reinem Gewissen ziehen wir in den Kampf!“ Außerdem schrieb er: „Der Krieg will unser Volk wieder zu einem frommen Volk machen! ... Worum die Kirche seit Jahrzehnten umsonst gerungen trotz aller Anspannung - der Krieg hat es vermocht, oder vielmehr der Gott, der gewaltig zu uns allen redet durch den Krieg. ... Auch der Krieg muß uns ein Segen sein!“
1925 wurde er Pfarrer der Leipziger Thomaskirche und zugleich Stadtsuperintendent.
Er lehnte die Strömung der Deutschen Christen ab und wurde 1935 von den Nationalsozialisten entlassen.

## Werke (Auswahl)
- Christentum und Wissenschaft. Sechs Vorträge, Leipzig 1909.
- Nietzsches Herrenmoral und die Moral des Christentums, Leipzig 1910.
- Moderne Willensziele, Leipzig 1911.
- Ersatz für das Christentum!, Leipzig 1913.
- Die Kirche und die weibliche Jugend, Schwerin 1915.
- Die Seligpreisungen Jesu in Andachten während der Kriegszeit, Schwerin 1916.
- Der Weltkrieg und Gottes Weltregierung, Schwerin 1916.
- Volksmission und Innere Mission, Leipzig 1917.
- Wie kriege ich einen gnädigen Gott? Ein Luther-Vortrag, Berlin 1918.
- Was ist uns unsere Kirche?, Schwerin 1919.
- Ecclesiola in ecclesia. Luthers Anschauungen von Volkskirche und Freiwilligkeitskirche in ihrer Bedeutung für die Gegenwart, Leipzig/Erlangen 1920.
- Seelsorge an den Seelsorgern, Schwerin 1921.
- Wie kommen wir zu „lebendigen Gemeinden“?, Erlangen 1922.
- mit Paul Reese, Johannes von Walther, Wilhelm Walther: Reden am Sarge des Geh. Konsistorialrats [...] Wilhelm Walther, Schwerin 1924.
- Wider die Herrschaft der Kultpredigt. Ein Wort zur Agendenreform, Leipzig 1924.
- Ersatz für das Christentum! Christentum oder Kunst? Christentum oder Wissenschaft? Christentum oder Moral? Christentum oder Religiosität?, Leipzig 1925.
- Der Pfarrer als Volksmissionar, Schwerin 1925.
- Die Volkstümlichkeit der Predigt, Leipzig 1927.
- Luthers liturgische Grundsätze und ihre Bedeutung für die Gegenwart, Leipzig 1927.
- Eins ist not! Predigten, Leipzig 1928.